# Episiphon filum
Episiphon filum is een Scaphopodasoort uit de familie van de Gadilinidae. De wetenschappelijke naam van de soort is voor het eerst geldig gepubliceerd in 1860 door G.B. Sowerby II.